# Giovanna Beatrice di Dietrichstein-Nikolsburg
Giovanna Beatrice di Dietrichstein-Nikolsburg (Vienna, 1621, 1622 o 1625 – Brno, 26 marzo 1676) è stata principessa consorte del Liechtenstein dal 1644 al 1676, come moglie del principe Carlo Eusebio.

## Biografia
La contessa Giovanna Beatrice nacque a Vienna nel 1621, 1622 o 1625, quinta tra i figli di Massimiliano di Dietrichstein e di Anna Maria del Liechtenstein. Dal 1641 al 1644 fu dama di compagnia di Eleonora Gonzaga.
Il 4, il 6 agosto o il 9 settembre dello stesso anno sposò nella propria città di nascita lo zio materno Carlo Eusebio, con cui ebbe un'unione felice.
Morì nel 1676 a Brno, lasciando 10.000 fiorini della sua eredità al figlio Giovanni Adamo. Fu tumulata nella Vecchia Cripta della Chiesa della Natività della Vergine Maria a Vranov.

## Discendenza
Giovanna Beatrice di Dietrichstein-Nikolsburg e Carlo Eusebio del Liechtenstein ebbero cinque figli e sei figlie:
- Principe Ernesto Rocco (1646-1647);
- Principessa Eleonora (1647-1704);
- Principessa Anna Maria (1648-1654);
- Principessa Giovanna Beatrice (1649-1672);
- Principessa Maria Teresa (1650-1716);
- Principe Francesco Domenico Eusebio (1652);
- Principe Carlo Giuseppe (1652);
- Principe Francesco Eusebio Venceslao (30 maggio 1654 - 25 giugno 1655);
- Principessa Cecilia (6 agosto 1655 - 9 novembre 1655);
- Principe Giovanni Adamo (1657-1712);
- Una figlia (1661).

## Ascendenza
|                                                  |                               |                                    | Genitori                                            |  |  | Nonni |  |  | Bisnonni               |  |  | Trisnonni                  |  |
|                                                  |                               |                                    |                                                     |  |  |       |  |  | Adam von Dietrichstein |  |  | Siegmund von Dietrichstein |  |
|                                                  |                               |                                    |                                                     |  |  |       |  |  | Adam von Dietrichstein |  |  | Siegmund von Dietrichstein |  |
|                                                  |                               | Barbara von Rottal                 |                                                     |  |  |       |  |  | Adam von Dietrichstein |  |  |                            |  |
| Siegmund von Dietrichstein                       |                               |                                    |                                                     |  |  |       |  |  | Adam von Dietrichstein |  |  |                            |  |
|                                                  |                               | Margarita de Cardona               | Antonio Folc de Cardona y Enriquez                  |  |  |       |  |  |                        |  |  |                            |  |
|                                                  |                               | Margarita de Cardona               | Antonio Folc de Cardona y Enriquez                  |  |  |       |  |  |                        |  |  |                            |  |
|                                                  |                               | Margarita de Cardona               | Anna Maria Requesens de Soler y Enriquez de Velasco |  |  |       |  |  |                        |  |  |                            |  |
| Massimiliano di Dietrichstein                    |                               | Margarita de Cardona               |                                                     |  |  |       |  |  |                        |  |  |                            |  |
|                                                  |                               | Hans Warmund von der Leiter        | Hans Christoph von der Leiter                       |  |  |       |  |  |                        |  |  |                            |  |
|                                                  |                               | Hans Warmund von der Leiter        | Hans Christoph von der Leiter                       |  |  |       |  |  |                        |  |  |                            |  |
|                                                  |                               | Hans Warmund von der Leiter        | Elisabeth von Hohenzollern                          |  |  |       |  |  |                        |  |  |                            |  |
| Giovanna della Scala                             |                               | Hans Warmund von der Leiter        |                                                     |  |  |       |  |  |                        |  |  |                            |  |
|                                                  |                               | Elisabeth von Thurn                | Jakob von Thurn                                     |  |  |       |  |  |                        |  |  |                            |  |
|                                                  |                               | Elisabeth von Thurn                | Jakob von Thurn                                     |  |  |       |  |  |                        |  |  |                            |  |
|                                                  |                               | Elisabeth von Thurn                | Barbara von Thannhausen                             |  |  |       |  |  |                        |  |  |                            |  |
| Giovanna Beatrice di Dietrichstein-Nikolsburg    |                               | Elisabeth von Thurn                |                                                     |  |  |       |  |  |                        |  |  |                            |  |
|                                                  | Hartmann II del Liechtenstein | Georg Hartmann I von Liechtenstein |                                                     |  |  |       |  |  |                        |  |  |                            |  |
|                                                  | Hartmann II del Liechtenstein | Georg Hartmann I von Liechtenstein |                                                     |  |  |       |  |  |                        |  |  |                            |  |
|                                                  | Hartmann II del Liechtenstein | Susanna von Liechtenstein          |                                                     |  |  |       |  |  |                        |  |  |                            |  |
| Carlo I del Liechtenstein                        | Hartmann II del Liechtenstein |                                    |                                                     |  |  |       |  |  |                        |  |  |                            |  |
|                                                  |                               | Anna Maria von Ortenburg           | Karl I von Ortenburg                                |  |  |       |  |  |                        |  |  |                            |  |
|                                                  |                               | Anna Maria von Ortenburg           | Karl I von Ortenburg                                |  |  |       |  |  |                        |  |  |                            |  |
|                                                  |                               | Anna Maria von Ortenburg           | Maximiliana von Fraunberg zum Haag                  |  |  |       |  |  |                        |  |  |                            |  |
| Anna Maria del Liechtenstein                     |                               | Anna Maria von Ortenburg           |                                                     |  |  |       |  |  |                        |  |  |                            |  |
|                                                  |                               | Jan Šembera z Boskovic             | Wenzel Buczowsky von Boskowicz                      |  |  |       |  |  |                        |  |  |                            |  |
|                                                  |                               | Jan Šembera z Boskovic             | Wenzel Buczowsky von Boskowicz                      |  |  |       |  |  |                        |  |  |                            |  |
|                                                  |                               | Jan Šembera z Boskovic             | Anna Pohomirzsky von Oynicz                         |  |  |       |  |  |                        |  |  |                            |  |
| Anna Maria Šemberová von Boskovic und Černá Hora |                               | Jan Šembera z Boskovic             |                                                     |  |  |       |  |  |                        |  |  |                            |  |
|                                                  |                               | Anna Kragjrz z Kraigk              | Albert Kragjrz z Kraigk                             |  |  |       |  |  |                        |  |  |                            |  |
|                                                  |                               | Anna Kragjrz z Kraigk              | Albert Kragjrz z Kraigk                             |  |  |       |  |  |                        |  |  |                            |  |
|                                                  |                               | Anna Kragjrz z Kraigk              | Maria Magdalena Kostomlatsky von Wrzesowicz         |  |  |       |  |  |                        |  |  |                            |  |
|                                                  |                               | Anna Kragjrz z Kraigk              |                                                     |  |  |       |  |  |                        |  |  |                            |  |